# Sant'Elpidio a Mare

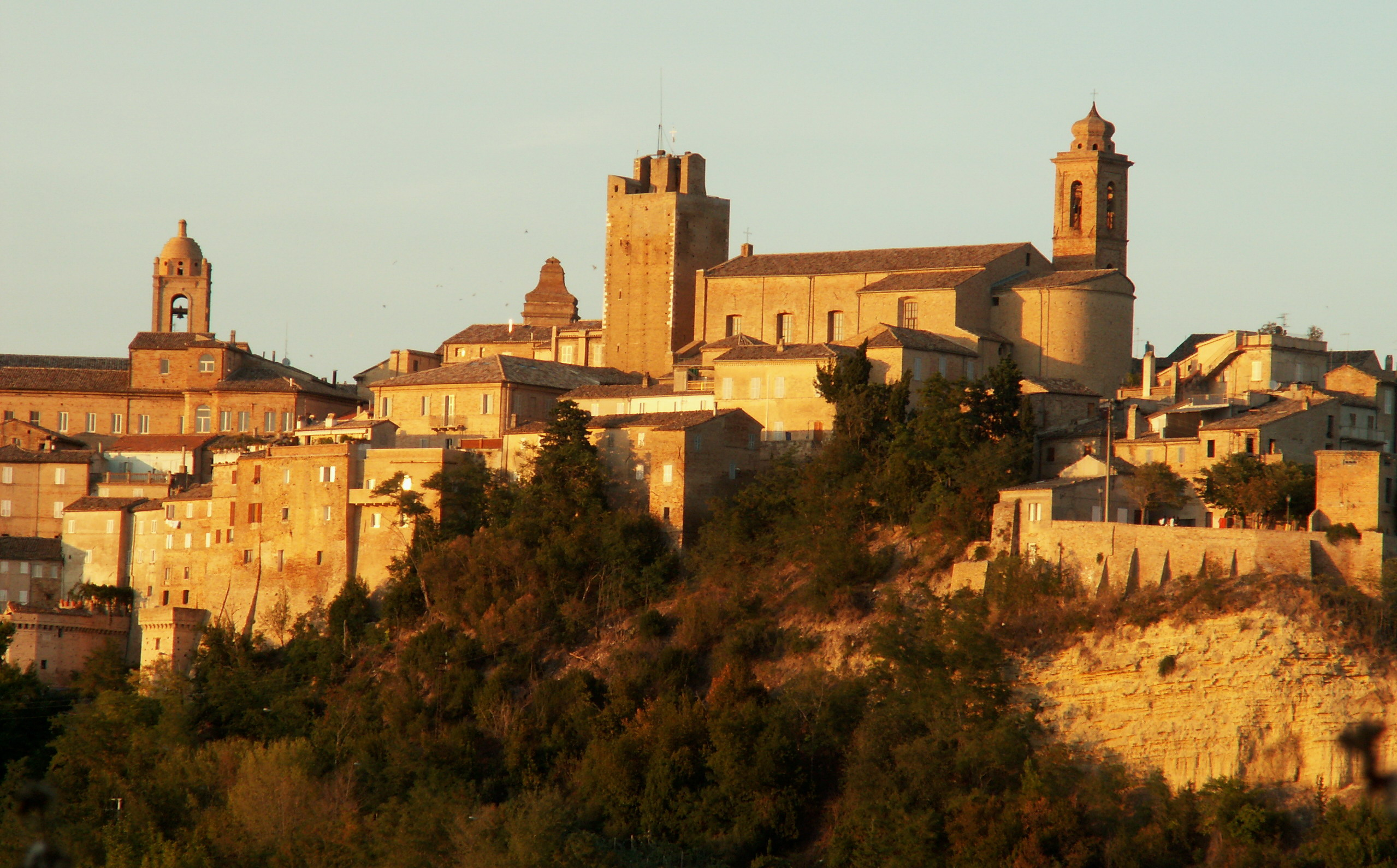
Sant'Elpidio a Mare

Sant'Elpidio a Mare is een gemeente in de Italiaanse provincie Fermo (regio Marche) en telt 15.936 inwoners (31-12-2004). De oppervlakte bedraagt 50,4 km², de bevolkingsdichtheid is 316 inwoners per km².
De volgende frazioni maken deel uit van de gemeente: Casette d'Ete, Cascinare, Bivio Cascinare, Castellano, Luce, Cretarola.

## Demografie
Sant'Elpidio a Mare telt ongeveer 5533 huishoudens. Het aantal inwoners steeg in de periode 1991-2001 met 1,9% volgens cijfers uit de tienjaarlijkse volkstellingen van ISTAT.
| Jaar | Inwoneraantal |
| ---- | ------------- |
| 1991 | 15.040        |
| 2001 | 15.332        |

## Geografie
Sant'Elpidio a Mare grenst aan de volgende gemeenten: Civitanova Marche (MC), Fermo, Monte Urano, Montecosaro (MC), Montegranaro, Porto Sant'Elpidio.